# Tujafúró aranymoly
A tujafúró aranymoly (Argyresthia thuiella) a valódi lepkék (Glossata) alrendjébe tartozó pókhálós molyfélék (Yponomeutidae) családjának egyik, rendkívül apró termetű faja.

## Elterjedése, élőhelye
Európába Észak-Amerikából hurcolták be. Európai elterjedésének keleti határa Magyarország, ahol az 1990-es években jelent meg. Eleinte gyorsan terjedt, de úgy tűnik, az utóbbi időben visszaszorul.

## Megjelenése
Fehér szárnya barnán mintázott, főleg az első szárny csúcsa felé. A szárny fesztávolsága mindössze 4–5 mm. Hátsó szárnya teljesen barna.

## Életmódja
Évente két-három nemzedéke kel ki; a hernyó az aknában bábozódik. Az imágók nappal aktívak, egész nyáron a tápnövény körül röpködnek.
Tápnövényei a tujafélék. A hernyó a csúcs felől, az ágvégeken kezd aknázni a pikkelylevelekben, és ahogy halad, úgy szárad el a mögötte levő rész. Ettől kárképe igen jellegzetessé válik: a néhány négyzetcentiméteres elsárgult rész nagyon feltűnő.

## Külső hivatkozások
- Mészáros Zoltán – Szabóky Csaba: A magyarországi molylepkék gyakorlati albuma. Budapest: Agroinform. 2005.  arch Hozzáférés: 2018. április 6. (PDF)